# Maison Raynaud
Pour les articles homonymes, voir Raynaud.
La maison Raynaud est une maison située en France sur la commune de Saint-Vidal, dans la région Auvergne-Rhône-Alpes.

## Localisation
La maison est située dans le département français de la Haute-Loire, sur la commune de Saint-Vidal, dans l'ancienne région administrative d'Auvergne.

## Historique
La maison renferme un bas-relief datant de l'époque gallo-romaine.

## Protection
Le bas-relief représentant une tête sculptée, placé sur la façade, est classé au titre des monuments historiques par arrêté du 22 décembre 1955.